# Cratere Remarque
Remarque  è un cratere sulla superficie di Mercurio.